# Tångsåmurarna
Tångsåmurarna este o arie protejată (arie specială de conservare — SAC, sit de importanță comunitară — SCI) din Suedia întinsă pe o suprafață de 79 ha, integral pe uscat.

## Localizare
Centrul sitului Tångsåmurarna este situat la coordonatele 60°29′55″N 17°20′17″E / 60.4986°N 17.338°E.

## Înființare
Situl Tångsåmurarna a fost declarat sit de importanță comunitară în iulie 2000 pentru a proteja 1 specie de plante și 1 specie de animale. Situl a fost protejat și ca arie specială de conservare în martie 2011.

## Biodiversitate
Situată în ecoregiunea boreală, aria protejată conține 3 habitate naturale: Taiga vestică, Mlaștini alcaline, Mlaștini împădurite.
La baza desemnării sitului se află mai multe specii protejate:
- plante (1): moșișoare (Liparis loeselii)
- nevertebrate (1): Vertigo geyeri